# Missões diplomáticas da Namíbia

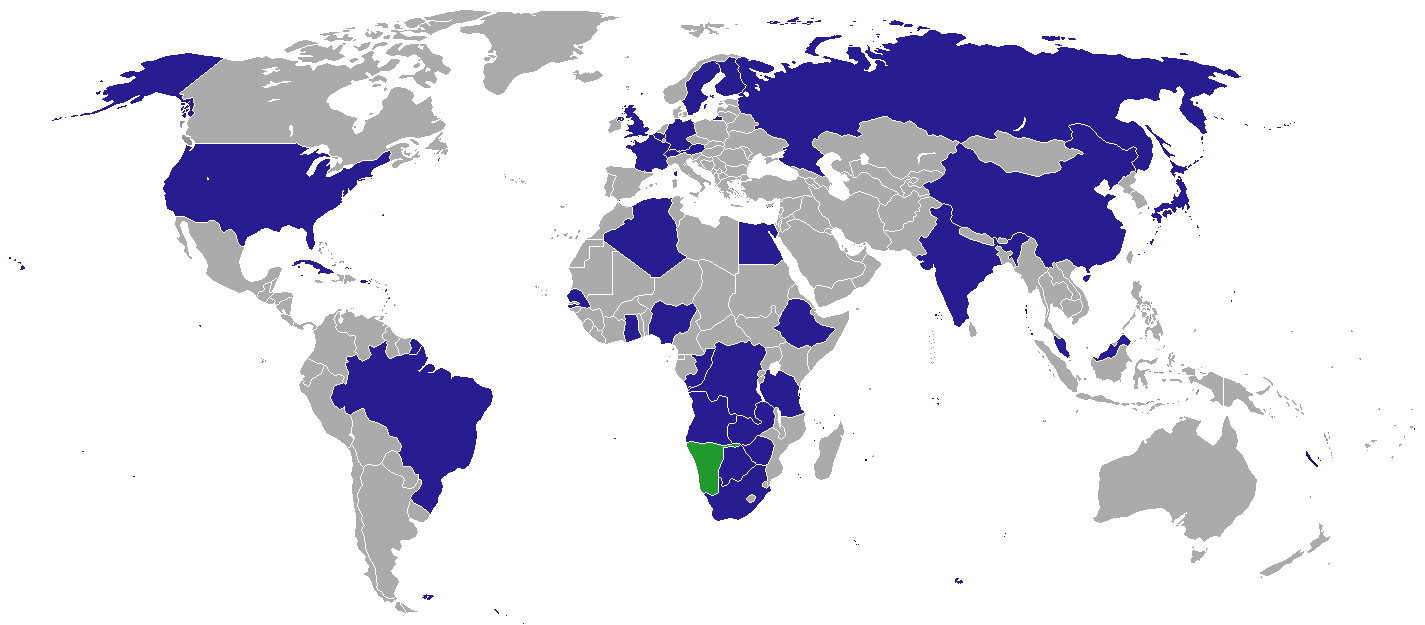
Missões diplomáticas da Namíbia.

Abaixo estão listadas as embaixadas e consulados do Namíbia:

## Europa
- Alemanha
  - Berlim (Embaixada)
- Áustria
  - Viena (Embaixada)
- Bélgica
  - Bruxelas (Embaixada)
- França
  - Paris (Embaixada)
- Rússia
  - Moscou (Embaixada)
- Suécia
  - Estocolmo (Embaixada)
- Reino Unido
  - Londres (Alta comissão)

## América
- Brasil
  - Brasília (Embaixada)
- Cuba
  - Havana (Embaixada)
- Estados Unidos
  - Washington DC (Embaixada)

## África
- África do Sul
  - Pretória (Alta comissão)
- Angola
  - Luanda (Embaixada)
  - Menongue (Consulado-geral)
  - Ondjiva (Consulado-geral)
- Botswana
  - Gaborone (Alta comissão)
- Etiópia
  - Addis Ababa (Embaixada)
- Nigéria
  - Abuja (Alta comissão)
- República Democrática do Congo
  - Kinshasa (Embaixada)
- Zâmbia
  - Lusaka (Alta comissão)
- Zimbabwe
  - Harare (Embaixada)

## Ásia
- China
  - Pequim (Embaixada)
- Índia
  - New Delhi (Alta comissão)
- Malásia
  - Kuala Lumpur (Alta comissão)

## Organizações multilaterais
- Adis-Abeba (Missão permanente a Namíbia ante a União Africana)
- Brussels (Missão permanente a Namíbia ante a União Europeia)
- Nova Iorque (Missão permanente a Namíbia ante as Nações Unidas)